# Bäckerkrätze
Bäckerkrätze, auch Bäckerekzem, ist eine durch Überempfindlichkeit gegen Mehle oder Mehlzusätze, zum Beispiel Ammoniumpersulfat, hervorgerufene Hauterkrankung. Die an Händen und Unterarmen auftretenden, juckenden Symptome sind als Berufskrankheit melde- und entschädigungspflichtig.
Der Name Bäckerkrätze ist hier irreführend, da die Krankheit nicht durch Milben ausgelöst wird, also keine Variante der parasitären Krätze darstellt.